# Asemonea
Asemonea is een geslacht van spinnen uit de familie springspinnen (Salticidae).

## Soorten
De volgende soorten zijn bij het geslacht ingedeeld: 
- Asemonea amatola Wesołowska & Haddad, 2013
- Asemonea bimaculata Dierkens, 2014
- Asemonea clara Wesołowska & Haddad, 2013
- Asemonea crinita Wanless, 1980
- Asemonea cristata Thorell, 1895
- Asemonea cuprea Wesołowska, 2009
- Asemonea fimbriata Wanless, 1980
- Asemonea flava Wesołowska, 2001
- Asemonea liberiensis Wanless, 1980
- Asemonea maculata Wanless, 1980
- Asemonea minuta Wanless, 1980
- Asemonea mirpurensis Jahan & Biswas, 2021
- Asemonea murphyae Wanless, 1980
- Asemonea ornatissima G. W. Peckham, E. G. Peckham & Wheeler, 1889
- Asemonea pallida Wesołowska, 2001
- Asemonea pinangensis Wanless, 1980
- Asemonea pulchra Berland & Millot, 1941
- Asemonea pusilla Wesołowska & Russell-Smith, 2022
- Asemonea serrata Wesołowska, 2001
- Asemonea sichuanensis Song & Chai, 1992
- Asemonea stella Wanless, 1980
- Asemonea tanikawai Ikeda, 1996
- Asemonea tenuipes (O. Pickard-Cambridge, 1869)
- Asemonea trispila Tang, Yin & Peng, 2006
- Asemonea virgea Wesołowska & Szűts, 2003
- Asemonea wagneri Wiśniewski & Wesołowska, 2024